# Jothan Callins
Jothan McKinley Callins (Birmingham, Alabama, 29 oktober 1942 - aldaar, 30 april 2005) was een Amerikaans jazzmusicus. Hij speelde trompet, bugel en basgitaar.

## Biografie
Callins werkte onder andere samen met Lionel Hampton, Chuck Mangione, Stevie Wonder en B. B. King. In 1975 nam hij met zijn groep Sounds of Togetherness het album Winds of Change (Triumph Records) op, waaraan Cecil McBee, Roland Duval, Norman Connors en Joseph Bonner meewerkten. 

## Sun Ra
Eind jaren zestig was hij korte tijd lid van Sun Ra Arkestra, en is te horen op de albums The Solar-Myth Approach Volume II en Atlantis. In 1989 ging hij opnieuw bij de band werken, en toerde hij met de groep in 1992 door Duitsland en Zwitserland (de platen Live in Ulm en Destination Unknown). 
In de jazz nam hij tussen 1967 en 2001 deel aan veertien opnamesessies, onder andere met Arlette Beauchamps. 
In 1979 werd hij in de Alabama Jazz Hall of Fame opgenomen.
- Library of Congress Control Number: no2001056271
- MusicBrainz: cf876906-195d-4ec2-af81-34d5690c807b
- Virtual International Authority File: 53802224
- WorldCat: E39PBJcwBPQjkBbX6rTgKcyPQq